# Lista över rödlistade fågelarter i Sverige
[Uppdatering behövs]

Färgkodning av hotstatus.
EX - utdöd
EW - Nationellt utdöd
CR - Akut hotad
EN - Starkt hotad
VU - Sårbar
NT - Nära hotad
LC - Livskraftig
Utöver dessa kategorier finns även Ej bedömd (NE) och Ej tillämplig (NA), där den senare exempelvis kan ges arter som nyligen börjat häcka i landet.

I Sverige tas nationella rödlistor fram av Artdatabanken vid Sveriges lantbruksuniversitet i Uppsala. Listorna slås slutligen fast av Naturvårdsverket och revideras normalt vart femte år. Utifrån bedömningar av listorna utarbetar Naturvårdsverket åtgärdsprogram och förvaltningsplaner.
År 2010 förekom 91 fågelarter på rödlistan, år 2015 var det 99 arter och år 2020 var det 121 arter. För silltruten gäller att underarten östersjösilltrut (L. f. fuscis) minskar, medan nordsjösilltruten (L. f. intermedius) på Västkusten ökar. 
Listan gäller de svenska häckningspopulationerna, om inget annat anges.
| Artfaktalänk | Art                                         | Hotstatus 2005   | Hotstatus 2010   | Hotstatus 2015   | Hotstatus 2020   |
| ------------ | ------------------------------------------- | ---------------- | ---------------- | ---------------- | ---------------- |
| 100008       | Fjällgås                                    | Akut hotad       | Akut hotad       | Akut hotad       | Akut hotad       |
| 100009       | Sädgås                                      | Nära hotad       | Nära hotad       | Nära hotad       | Ej bedömd        |
| 232125       | Skogsgås                                    | Ej bedömd        | Ej bedömd        | Ej bedömd        | Sårbar           |
| 102930       | Gravand                                     | Livskraftig      | Livskraftig      | Livskraftig      | Nära hotad       |
| 100006       | Stjärtand                                   | Nära hotad       | Nära hotad       | Sårbar           | Sårbar           |
| 102106       | Skedand                                     | Nära hotad       | Livskraftig      | Livskraftig      | Nära hotad       |
| 100007       | Årta                                        | Sårbar           | Sårbar           | Sårbar           | Starkt hotad     |
| 102932       | Kricka                                      | Livskraftig      | Livskraftig      | Livskraftig      | Sårbar           |
| 102931       | Bläsand                                     | Livskraftig      | Livskraftig      | Livskraftig      | Sårbar           |
| 102107       | Brunand                                     | Nära hotad       | Nära hotad       | Sårbar           | Starkt hotad     |
| 100014       | Bergand                                     | Sårbar           | Sårbar           | Sårbar           | Starkt hotad     |
| 102935       | Ejder                                       | Livskraftig      | Nära hotad       | Sårbar           | Starkt hotad     |
| 102109       | Svärta                                      | Nära hotad       | Nära hotad       | Nära hotad       | Sårbar           |
| 102108       | Alfågel (häckningspopulation)               | Livskraftig      | Livskraftig      | Livskraftig      | Nära hotad       |
| 232124       | Alfågel (övervintrande)                     | Sårbar           | Starkt hotad     | Starkt hotad     | Starkt hotad     |
| 100079       | Salskrake                                   | Nära hotad       | Nära hotad       | Livskraftig      | Livskraftig      |
| 102612       | Järpe                                       | Livskraftig      | Livskraftig      | Livskraftig      | Nära hotad       |
| 100099       | Rapphöna                                    | Nära hotad       | Nära hotad       | Nära hotad       | Nära hotad       |
| 100043       | Vaktel                                      | Nära hotad       | Nära hotad       | Nära hotad       | Nära hotad       |
| 100063       | Smålom                                      | Nära hotad       | Nära hotad       | Nära hotad       | Nära hotad       |
| 100113       | Svarthakedopping                            | Sårbar           | Nära hotad       | Livskraftig      | Livskraftig      |
| 100115       | Svarthalsad dopping                         | Sårbar           | Starkt hotad     | Starkt hotad     | Starkt hotad     |
| 102104       | Smådopping                                  | Livskraftig      | Livskraftig      | Livskraftig      | Nära hotad       |
| 100031       | Vit stork                                   | Nationellt utdöd | Nationellt utdöd | Akut hotad       | Starkt hotad     |
| 100032       | Svart stork                                 | Nationellt utdöd | Nationellt utdöd | Nationellt utdöd | Nationellt utdöd |
| 100018       | Rördrom                                     | Nära hotad       | Nära hotad       | Nära hotad       | Nära hotad       |
| 205489       | Toppskarv                                   | Ej tillämplig    | Ej tillämplig    | Starkt hotad     | Sårbar           |
| 100100       | Bivråk                                      | Starkt hotad     | Sårbar           | Nära hotad       | Livskraftig      |
| 100011       | Kungsörn                                    | Nära hotad       | Nära hotad       | Nära hotad       | Nära hotad       |
| 100001       | Duvhök                                      | Livskraftig      | Livskraftig      | Nära hotad       | Nära hotad       |
| 100034       | Blå kärrhök                                 | Sårbar           | Nära hotad       | Nära hotad       | Nära hotad       |
| 100035       | Ängshök                                     | Starkt hotad     | Starkt hotad     | Starkt hotad     | Starkt hotad     |
| 103060       | Brun glada                                  | Ej tillämplig    | Ej tillämplig    | Starkt hotad     | Starkt hotad     |
| 100067       | Havsörn                                     | Nära hotad       | Nära hotad       | Nära hotad       | Nära hotad       |
| 102110       | Fjällvråk                                   | Nära hotad       | Nära hotad       | Nära hotad       | Nära hotad       |
| 100095       | Stortrapp                                   | Nationellt utdöd | Nationellt utdöd | Nationellt utdöd | Nationellt utdöd |
| 100044       | Kornknarr                                   | Sårbar           | Nära hotad       | Nära hotad       | Nära hotad       |
| 100116       | Småfläckig sumphöna                         | Sårbar           | Sårbar           | Sårbar           | Sårbar           |
| 102950       | Strandskata                                 | Livskraftig      | Livskraftig      | Livskraftig      | Nära hotad       |
| 100027       | Svartbent strandpipare                      | Nationellt utdöd | Nationellt utdöd | Nationellt utdöd | Nationellt utdöd |
| 102952       | Tofsvipa                                    | Livskraftig      | Livskraftig      | Livskraftig      | Sårbar           |
| 100103       | Brushane                                    | Sårbar           | Sårbar           | Sårbar           | Sårbar           |
| 102115       | Roskarl                                     | Sårbar           | Sårbar           | Sårbar           | Starkt hotad     |
| 100023       | Sydlig kärrsnäppa (C. a. schinzii)          | Starkt hotad     | Akut hotad       | Akut hotad       | Akut hotad       |
| 102961       | Drillsnäppa                                 | Livskraftig      | Nära hotad       | Livskraftig      | Nära hotad       |
| 102957       | Svartsnäppa                                 | Livskraftig      | Livskraftig      | Livskraftig      | Nära hotad       |
| 100075       | Myrspov                                     | Sårbar           | Sårbar           | Sårbar           | Sårbar           |
| 100076       | Rödspov                                     | Sårbar           | Akut hotad       | Akut hotad       | Starkt hotad     |
| 100091       | Storspov                                    | Nära hotad       | Sårbar           | Nära hotad       | Starkt hotad     |
| 100061       | Dubbelbeckasin                              | Nära hotad       | Nära hotad       | Nära hotad       | Nära hotad       |
| 100125       | Tretåig mås                                 | Starkt hotad     | Starkt hotad     | Starkt hotad     | Starkt hotad     |
| 102963       | Skrattmås                                   | Livskraftig      | Livskraftig      | Livskraftig      | Nära hotad       |
| 102964       | Fiskmås                                     | Livskraftig      | Livskraftig      | Livskraftig      | Nära hotad       |
| 102966       | Gråtrut                                     | Livskraftig      | Nära hotad       | Sårbar           | Sårbar           |
| 205660       | Silltrut                                    | Sårbar           | Nära hotad       | Nära hotad       | Ej bedömd        |
| 100071       | Östersjötrut (L. f. fuscus)                 | Starkt hotad     | Ej bedömd        | Ej bedömd        | Sårbar           |
| 102967       | Havstrut                                    | Livskraftig      | Livskraftig      | Livskraftig      | Sårbar           |
| 100030       | Svarttärna                                  | Sårbar           | Sårbar           | Sårbar           | Sårbar           |
| 100134       | Skräntärna                                  | Sårbar           | Sårbar           | Nära hotad       | Nära hotad       |
| 100133       | Småtärna                                    | Sårbar           | Sårbar           | Sårbar           | Nära hotad       |
| 100135       | Kentsk tärna                                | Sårbar           | Starkt hotad     | Sårbar           | Nära hotad       |
| 100132       | Kustlabb                                    | Livskraftig      | Livskraftig      | Nära hotad       | Nära hotad       |
| 100059       | Lunnefågel                                  | Nationellt utdöd | Nationellt utdöd | Nationellt utdöd | Nationellt utdöd |
| 102116       | Tobisgrissla                                | Livskraftig      | Nära hotad       | Nära hotad       | Nära hotad       |
| 102972       | Turkduva                                    | Sårbar           | Nära hotad       | Livskraftig      | Livskraftig      |
| 100142       | Tornuggla                                   | Akut hotad       | Akut hotad       | Akut hotad       | Akut hotad       |
| 100137       | Hornuggla                                   | Livskraftig      | Livskraftig      | Livskraftig      | Nära hotad       |
| 102975       | Jorduggla                                   | Nära hotad       | Nära hotad       | Livskraftig      | Livskraftig      |
| 100137       | Slaguggla                                   | Livskraftig      | Livskraftig      | Livskraftig      | Nära hotad       |
| 100136       | Lappuggla                                   | Nära hotad       | Nära hotad       | Nära hotad       | Sårbar           |
| 100020       | Berguv                                      | Nära hotad       | Nära hotad       | Sårbar           | Sårbar           |
| 100093       | Fjälluggla                                  | Akut hotad       | Akut hotad       | Akut hotad       | Akut hotad       |
| 102118       | Nattskärra                                  | Sårbar           | Nära hotad       | Livskraftig      | Livskraftig      |
| 102976       | Tornseglare                                 | Livskraftig      | Nära hotad       | Sårbar           | Starkt hotad     |
| 100039       | Blåkråka                                    | Nationellt utdöd | Nationellt utdöd | Nationellt utdöd | Nationellt utdöd |
| 100004       | Kungsfiskare                                | Sårbar           | Sårbar           | Sårbar           | Sårbar           |
| 100143       | Härfågel                                    | Akut hotad       | Nationellt utdöd | Nationellt utdöd | Nationellt utdöd |
| 102611       | Stenfalk                                    | Livskraftig      | Livskraftig      | Livskraftig      | Nära hotad       |
| 100054       | Pilgrimsfalk                                | Sårbar           | Sårbar           | Nära hotad       | Nära hotad       |
| 100055       | Jaktfalk                                    | Starkt hotad     | Sårbar           | Sårbar           | Starkt hotad     |
| 100109       | Tretåig hackspett                           | Sårbar           | Nära hotad       | Nära hotad       | Nära hotad       |
| 102119       | Göktyta                                     | Nära hotad       | Nära hotad       | Livskraftig      | Livskraftig      |
| 100046       | Vitryggig hackspett                         | Akut hotad       | Akut hotad       | Akut hotad       | Akut hotad       |
| 100047       | Mellanspett                                 | Nationellt utdöd | Nationellt utdöd | Nationellt utdöd | Nationellt utdöd |
| 100048       | Mindre hackspett                            | Nära hotad       | Nära hotad       | Nära hotad       | Nära hotad       |
| 100049       | Spillkråka                                  | Livskraftig      | Livskraftig      | Nära hotad       | Nära hotad       |
| 102977       | Gröngöling                                  | Livskraftig      | Livskraftig      | Nära hotad       | Livskraftig      |
| 102979       | Sånglärka                                   | Nära hotad       | Nära hotad       | Nära hotad       | Livskraftig      |
| 100060       | Tofslärka                                   | Nationellt utdöd | Nationellt utdöd | Nationellt utdöd | Nationellt utdöd |
| 100052       | Berglärka                                   | Sårbar           | Sårbar           | Sårbar           | Sårbar           |
| 102981       | Hussvala                                    | Livskraftig      | Livskraftig      | Sårbar           | Sårbar           |
| 100124       | Backsvala                                   | Nära hotad       | Nära hotad       | Nära hotad       | Sårbar           |
| 100010       | Fältpiplärka                                | Starkt hotad     | Starkt hotad     | Starkt hotad     | Starkt hotad     |
| 102120       | Rödstrupig piplärka                         | Sårbar           | Sårbar           | Sårbar           | Sårbar           |
| 102983       | Ängspiplärka                                | Livskraftig      | Livskraftig      | Nära hotad       | Livskraftig      |
| 102999       | Björktrast                                  | Livskraftig      | Livskraftig      | Livskraftig      | Nära hotad       |
| 103001       | Rödvingetrast                               | Livskraftig      | Livskraftig      | Livskraftig      | Nära hotad       |
| 103077       | Busksångare                                 | Ej tillämplig    | Nära hotad       | Nära hotad       | Nära hotad       |
| 100003       | Trastsångare                                | Nära hotad       | Nära hotad       | Nära hotad       | Nära hotad       |
| 102122       | Flodsångare                                 | Sårbar           | Nära hotad       | Nära hotad       | Nära hotad       |
| 103006       | Rörsångare                                  | Livskraftig      | Livskraftig      | Livskraftig      | Nära hotad       |
| 103076       | Vassångare                                  | Ej tillämplig    | Nära hotad       | Nära hotad       | Sårbar           |
| 103003       | Gräshoppssångare                            | Nära hotad       | Nära hotad       | Livskraftig      | Livskraftig      |
| 103012       | Grönsångare                                 | Livskraftig      | Livskraftig      | Livskraftig      | Nära hotad       |
| 100108       | Lundsångare                                 | Sårbar           | Sårbar           | Nära hotad       | Nära hotad       |
| 100107       | Nordsångare                                 | Sårbar           | Sårbar           | Starkt hotad     | Starkt hotad     |
| 103008       | Ärtsångare                                  | Livskraftig      | Livskraftig      | Livskraftig      | Nära hotad       |
| 102123       | Höksångare                                  | Nära hotad       | Sårbar           | Sårbar           | Sårbar           |
| 103016       | Brandkronad kungsfågel                      | Livskraftig      | Nära hotad       | Sårbar           | Livskraftig      |
| 103016       | Kungsfågel                                  | Livskraftig      | Livskraftig      | Sårbar           | Livskraftig      |
| 103018       | Svartvit flugsnappare                       | Livskraftig      | Livskraftig      | Livskraftig      | Nära hotad       |
| 103074       | Tajgablåstjärt                              | Ej tillämplig    | Ej tillämplig    | Starkt hotad     | Starkt hotad     |
| 102993       | Svart rödstjärt                             | Livskraftig      | Livskraftig      | Nära hotad       | Nära hotad       |
| 102995       | Buskskvätta                                 | Livskraftig      | Livskraftig      | Nära hotad       | Nära hotad       |
| 233849       | Svarthakad buskskvätta                      | Ej tillämplig    | Ej tillämplig    | Starkt hotad     | Sårbar           |
| 103021       | Talltita                                    | Livskraftig      | Livskraftig      | Livskraftig      | Nära hotad       |
| 103020       | Entita                                      | Nära hotad       | Livskraftig      | Livskraftig      | Nära hotad       |
| 103022       | Lappmes                                     | Nära hotad       | Nära hotad       | Sårbar           | Nära hotad       |
| 100123       | Pungmes                                     | Sårbar           | Starkt hotad     | Starkt hotad     | Akut hotad       |
| 100097       | Skäggmes                                    | Livskraftig      | Livskraftig      | Nära hotad       | Livskraftig      |
| 103031       | Lavskrika                                   | Nära hotad       | Nära hotad       | Livskraftig      | Livskraftig      |
| 100090       | Nötkråka                                    | Nära hotad       | Nära hotad       | Nära hotad       | Ej bedömd        |
| 232224       | Tjocknäbbade nötkråka (N. c. caryocatactes) | Ej bedömd        | Ej bedömd        | Ej bedömd        | Nära hotad       |
| 103035       | Kråka                                       | Livskraftig      | Livskraftig      | Livskraftig      | Nära hotad       |
| 103037       | Stare                                       | Livskraftig      | Livskraftig      | Sårbar           | Sårbar           |
| 100094       | Sommargylling                               | Starkt hotad     | Starkt hotad     | Sårbar           | Starkt hotad     |
| 103045       | Hämpling                                    | Nära hotad       | Sårbar           | Livskraftig      | Livskraftig      |
| 103042       | Grönfink                                    | Livskraftig      | Livskraftig      | Livskraftig      | Starkt hotad     |
| 102124       | Vinterhämpling                              | Sårbar           | Starkt hotad     | Sårbar           | Sårbar           |
| 100129       | Gulhämpling                                 | Sårbar           | Sårbar           | Sårbar           | Sårbar           |
| 103051       | Rosenfink                                   | Nära hotad       | Sårbar           | Sårbar           | Nära hotad       |
| 102125       | Tallbit                                     | Sårbar           | Nära hotad       | Livskraftig      | Sårbar           |
| 103053       | Lappsparv                                   | Livskraftig      | Livskraftig      | Sårbar           | Sårbar           |
| 100081       | Kornsparv                                   | Starkt hotad     | Starkt hotad     | Starkt hotad     | Starkt hotad     |
| 103055       | Gulsparv                                    | Livskraftig      | Livskraftig      | Sårbar           | Nära hotad       |
| 102126       | Ortolansparv                                | Sårbar           | Sårbar           | Sårbar           | Akut hotad       |
| 100050       | Dvärgsparv                                  | Nära hotad       | Sårbar           | Sårbar           | Sårbar           |
| 103056       | Videsparv                                   | Livskraftig      | Nära hotad       | Sårbar           | Nära hotad       |
| 103057       | Sävsparv                                    | Livskraftig      | Livskraftig      | Sårbar           | Nära hotad       |